# Frydek (Teksas)
Frydek – niewielka miejscowość w USA, w południowo-wschodniej części stanu Teksas, na zachodnim brzegu rzeki Brazos, 5 km na południe od San Felipe i na zachód od Houston, w hrabstwie Austin.
Pierwszymi osadnikami byli Amerykanie pochodzenia angielskiego, ale właściwa osada powstała w 1895 wraz z przybyciem czeskich imigrantów, najprawdopodobniej ze śląskiego miasteczka Frydek (dziś Frydek-Mistek), na co wskazywałaby nadana przez nich miejscowości nazwa. W 1931 był tu już kościół, a w 1933 mieszkało tu 25 osób, 75 w 1939 i 150 w 1964.